# LZOS
LZOS (russisch ЛЗОС für „Лыткаринский Завод Оптического Стекла“, „Optische Glaswerke Lytkarino“) ist ein Unternehmen in der russischen Stadt Lytkarino im Großraum Moskau. Es ist einer der größten europäischen Hersteller von optischen Gläsern und optischen Geräten. LZOS stellt fiberoptische Geräte, Linsen und Spiegel, Mikroskope, fotografische Objektive und Teleskopoptiken her, darunter auch solche für wissenschaftliche Großinstrumente wie das VISTA-Instrument des Paranal-Observatoriums. LZOS gehört über die Schwabe-Gruppe zur staatlichen Rüstungs- und Technologieholding Rostec.